# Thursania
Thursania é um gênero de traça pertencente à família Arctiidae.